# セブンストーン
七霊石（しちれいせき、簡体字表記：七灵石）、またはセブンストーンは、中華人民共和国のアニメ制作会社。企業としての正式名称は七翎石文化伝媒（上海）有限公司（しちれいせきぶんかでんばいしゃんはいゆうげんこうし）。
国内アニメの制作の他、日本のアニメ作品に下請として参加している他、子会社のSSgamesによるゲーム関連事業や自社企画によるバーチャルアイドルの開発も行っている。

## 概要
テレコム・アニメーションフィルム（以下テレコム）に在籍していた龔震華が2011年に七霊石動画（しちれいせきどうが、英名：Seven Stone Studio）として上海市奉賢区に設立。設立者の龔は友人宅で見た「劇場版名探偵コナン 世紀末の魔術師」がきっかけでアニメーション制作を志すようになり、2003年に来日。日本電子専門学校アニメーション研究科を卒業後にテレコムに入社し、「二十面相の娘」「ソウルイーター」「君に届け」などの作品に参加している。この間に彼はアニメーターの佐藤正樹と親しい仲になり、佐藤が自身の会社RED・ONEを設立した際には、日本に設立した子会社を通じて出資している。
2016年には社名を七霊石互娯（しちれいせきごご、英名：Seven Stone Entertainment）、のちに現社名に変更。同年1月に本社を浦東新区に移した。その後同社は黄浦区に本社を構えている。
2018年にはアイドルグループSNH48の運営元である絲芭伝媒から1000万元の融資を受け、同社と共同でSNH48を題材にしたアイドルアニメシリーズの製作をスタート。2020年に「無限少女48」の題名で、中国国内では動画配信サービスのテンセントビデオより独占配信された。また、2019年には動画配信大手のbilibiliからも1000万元規模の戦略的投資を受けている。
2021年には自社企画のオリジナルアニメ作品「闘神姫」が、「闘神機ジーズフレーム」の邦題で日本での放送・配信が決定。日本での放送時には「セブンストーン」としてクレジットされている。

## 作品
以下、会社サイト他より引用。
＊のついた作品は中国国内でのみ配信。

### 元請制作
シリーズ
| 年     | 作品名                    | 備考                                               | 参照          |
| ------ | ------------------------- | -------------------------------------------------- | ------------- |
| 2018年 | 帝王攻略*                 | テンセントビデオにて配信。                         | [ 21 ]        |
| 2018年 | KisKis！我的男友是薄荷糖* | テンセントビデオ、iQIYIにて配信。                  | [ 22 ]        |
| 2018年 | 白夜玲瓏*                 | テンセントビデオにて配信。                         | [ 23 ]        |
| 2019年 | 那年那兔那些事兒*         | テンセントビデオにて配信。シーズン5を制作。        | [ 24 ]        |
| 2020年 | 解薬*                     | bilibiliにて配信                                   | [ 25 ]        |
| 2020年 | 無限少女48*               | テンセントビデオにて配信。                         | [ 14 ]        |
| 2021年 | 絶頂*                     | テンセントビデオにて配信。                         | [ 26 ]        |
| 2021年 | 闘神機ジーズフレーム      | 原題：闘神姫。同社元請で唯一日本で放送された作品。 |               |
| 2021年 | 山神与小棗*               | Mango TVにて配信。                                 | [ 27 ] [ 28 ] |

短編
- 2018年：安菟！安菟！*（アンド! アンド!）[注釈 1]

### 主な制作協力
テレビシリーズ
| 年     | 作品                                             | 制作元請                                            | 備考                                            |
| ------ | ------------------------------------------------ | --------------------------------------------------- | ----------------------------------------------- |
| 2016年 | ファンタシースターオンライン2 ジ アニメーション  | テレコム・アニメーションフィルム                    | 第8話。                                         |
| 2018年 | かくりよの宿飯                                   | GONZO                                               | 第25話。                                        |
| 2018年 | 火ノ丸相撲                                       | GONZO                                               | 第14話、第15話、第20話。作画監督。              |
| 2018年 | 俺が好きなのは妹だけど妹じゃない                 | NAZ マギア・ドラグリエ                              | 第8話、第10話。作画監督。                       |
| 2018年 | あかねさす少女                                   | ダンデライオンアニメーションスタジオ オクルトノボル | 第7話、第9話。作画監督。                        |
| 2019年 | 同居人はひざ、時々、頭のうえ。                   | ゼロジー                                            | 第5話。第二原画。                               |
| 2019年 | 私に天使が舞い降りた!                            | 動画工房                                            | 第11話。作画監督。                              |
| 2019年 | この世の果てで恋を唄う少女YU-NO                  | feel.                                               | 第4話。背景。                                   |
| 2019年 | 群青のマグメル                                   | ぴえろプラス                                        | 第6話、第12話。                                 |
| 2019年 | 女子高生の無駄づかい                             | パッショーネ                                        | 第7話、第11話。                                 |
| 2019年 | Dr.STONE(第1期)                                  | トムス・エンタテインメント                          | 第4話。                                         |
| 2019年 | Z/X Code reunion                                 | パッショーネ                                        | 第10話、第11話。                                |
| 2019年 | Re:ステージ! ドリームデイズ♪                     | ゆめ太カンパニー グラフィニカ                       | 第10話、第12話。第二原画。                      |
| 2019年 | デュエル・マスターズ‼                            | ブレインズ・ベース                                  | 第41話。第二原画。                              |
| 2019年 | 警視庁 特務部 特殊凶悪犯対策室 第七課 -トクナナ- | アニマ&カンパニー                                   | 第2話。作画監督。                               |
| 2019年 | ACTORS -Songs Connection-                        | ドライブ                                            | 第11話。作画監督。                              |
| 2020年 | 映像研には手を出すな!                            | サイエンスSARU                                      | 第7話。                                         |
| 2020年 | BNA ビー・エヌ・エー                             | TRIGGER                                             | 第10話。 第二原画。                             |
| 2020年 | 恋とプロデューサー〜EVOL×LOVE〜                  | MAPPA                                               | 第4話。                                         |
| 2020年 | シャドウバース                                   | ZEXCS                                               | 第11話。                                        |
| 2020年 | PSYCHO-PASS サイコパス 3                         | Production I.G                                      | 第8話、第11話。作画監督。                       |
| 2020年 | ひぐらしのなく頃に業                             | パッショーネ                                        | 第11話。                                        |
| 2020年 | 体操ザムライ                                     | MAPPA                                               | 第9話、第10話。作画監督。                       |
| 2021年 | 真・中華一番!(第2期)                             | 日本アドシステムズ                                  | 第13話、第17話。演出。                          |
| 2024年 | 狼と香辛料                                       | パッショーネ                                        | 第19話 作画監督。                               |
| 2024年 | 〈物語〉シリーズ オフ&モンスターシーズン         | シャフト                                            | 第3・5-8・13話 協力プロダクション、第12話背景。 |

劇場用作品
| 年     | 作品                                               | 制作元請     | 備考                   |
| ------ | -------------------------------------------------- | ------------ | ---------------------- |
| 2019年 | 劇場版シティーハンター〈新宿プライベート・アイズ〉 | サンライズ   | 背景。                 |
| 2019年 | HELLO WORLD                                        | グラフィニカ | 第二原画、背景、撮影。 |